# Jevgenija Burtasova
Jevgenija Burtasova, född Pavlova den 9 juli 1993, är en rysk skidskytt som debuterade i världscupen i december 2018. Hennes första pallplats i världscupen kom när hon ingick i det ryska lag som vann stafetten den 13 januari 2019 i Oberhof i Tyskland.